# Sphagnum orientale
Sphagnum orientale är en bladmossart som beskrevs av Savicz-ljubitskaya 1951. Sphagnum orientale ingår i släktet vitmossor, och familjen Sphagnaceae. Inga underarter finns listade i Catalogue of Life.